# Мацудайра Хиротада
Мацудайра Хиротада (松平 広忠?, 9 июня 1526 — 3 апреля 1549) — японский самурай периода Сэнгоку («Воюющих провинций», 1467—1568 гг.). 8-й глава рода Мацудайра (1536—1549) и владелец замка Окадзаки в провинции Микава (ныне часть префектуры Айти).

## Биография
Сын и преемник Мацудайра Киёясу (1511—1536), седьмого главы рода Мацудайра. В 1536 году после гибели своего отца, убитого одним из своих вассалов, 10-летний Мацудайра Хиротада возглавил клан Мацудайра и стал правителем провинции Микава. Вначале находился под защитой своего вассала Абэ Садаэси. Он заключил союз с могущественным родом Имагава, при помощи которого утвердился в замке Окадзаки.
Альянс Мацудайра Хиротада с родом Имагава привел к конфликту с другим воинственным родом Ода, правившим в провинции Овари. В 1540 года Ода Нобухидэ вторгся в провинцию Микава и захватил замок Андзё, который принадлежал роду Мацудайра. Ода Нобухиро (ум. 1574), сын Нобухидэ, был назначен управляющим замка.
В 1541 года Мацудайра Хиротада женился на Одаи-но Ката (1528—1602), приёмной дочери соседнего даймё Мидзуно Тадамаса из Кария (1493—1543). В 1543 году у них родился сын Такэтиё (1543—1616), будущий сёгун Японии (1603—1605).
Мацудайра Хиротада присоединился к Имагава Ёсимото для совместной борьбы против Оды Нобухидэ. В 1542 году в первой битве при Адзукидзава в провинции Микава Ода Нобухидэ нанес поражение войску Имагавы и Мацудайры. В следующем 1543 году Мацудайра Нобутака, дядя Хиротада, поднял восстание против племянника и присоединился к Оде Нобухидэ. Хиротада также имел серьёзные разногласия со своим тестем Мидзуно Тадамаса, в 1544 году он развелся с его дочерью и вторично женился на дочери Тода Ясумицу. От второй жены Хиротада имел сына Иэмото (1548—1603) и трёх дочерей.
В 1547 года Мацудайра Хиротада, чтобы закрепить альянс с Имагава Ёсимото, отправил своего сына Иэясу в качестве заложника к нему в замок Сумпу (провинция Суруга). Но по дороге он был захвачен войском Оды Нобухидэ и переправлен в замок Нагоя, где провёл два года. Позднее Мацудайра Хиротада попытался отбить замок Андзё, но потерпел поражение.
В 1548 году Имагава Ёсимото и Мацудайра Хиротада потерпели поражение от Оды Нобухидэ во второй битве под Адзукидзака. В апреле следующего 1549 года 22-летний Мацудайра Хиротада скончался.
В 1612 году Токугава Иэясу посмертно присвоил своему отцу титул дайнагона.